# Sinj
Sinj (wł. Signo, niem. Zein) – miasto w Chorwacji, w żupanii splicko-dalmatyńskiej, siedziba miasta Sinj. Jest położone w Dalmacji. W 2011 roku liczyło 11 478 mieszkańców.